# Куліш Микола Юхимович
Мико́ла Юхи́мович Кулі́ш (16 квітня 1929, село Гусине Градизького району Кременчуцької округи — 26 лютого 2008, місто Миколаїв) — український науковець і радянський державний діяч. Академік АН ВШ України, доктор економічних наук (1989), професор (1990). Заслужений діяч науки і техніки України (1994). Депутат Верховної Ради УРСР 8—9-го скликань. Член Ревізійної комісії КПУ в 1971—1976 р.

## Біографія
У 1955 році закінчив Білоцерківський сільськогосподарський інститут Київської області, ветеринарний лікар.
Член КПРС з 1955 року.
У 1955—1959 роках — старший ветеринарний лікар Баштанської машинно-тракторної станції Миколаївської області, 1-й секретар Баштанського районного комітету ЛКСМУ Миколаївської області, 2-й секретар Миколаївського обласного комітету ЛКСМУ.
У квітні 1959 — березні 1961 р. — 1-й секретар Миколаївського обласного комітету ЛКСМУ.
У 1961 — грудні 1962 р. — 1-й секретар Веселинівського районного комітету КПУ Миколаївської області.
У січні 1963 — 1965 р. — заступник голови Комітету партійно-державного контролю Миколаївського сільського обласного комітету КПУ та облвиконкому.
У 1965—1967 роках — 1-й секретар Миколаївського районного комітету КПУ Миколаївської області.
У 1967—1968 роках — заступник голови виконавчого комітету Миколаївської обласної ради депутатів трудящих.
У липні 1968 — вересні 1975 р. — голова виконавчого комітету Миколаївської обласної ради депутатів трудящих.
З 1975 року — директор радгоспу «Комунар» Білозерського району Херсонської області.
У 1978—1984 роках — доцент Миколаївського кораблебудівного інституту.
У 1984—2001 роках — ректор Миколаївського національного аграрного університету. Під його керівництво навчальний заклад пройшов шлях від філії Одеського сільськогосподарського інституту до Миколаївського державного сільськогосподарського інституту, а згодом — університету. Завідував кафедрою економічної теорії Миколаївського національного аграрного університету.
Автор понад 180 наукових праць.
Обирався депутатом Верховної Ради Української РСР, делегатом XXIV з'їзду КПУ та членом Ревізійної комісії ЦК КПУ.
Помер у Миколаєві.